# Джонс, Хейли
Хейли Джонс (англ. Haley Jones; родилась 23 мая 2001 года, Санта-Круз, штат Калифорния, США) — американская профессиональная баскетболистка, выступала в женской национальной баскетбольной ассоциации за клуб «Даллас Уингз». Была выбрана на драфте ВНБА 2023 года в первом раунде под общим шестым номером командой «Атланта Дрим». Играет на позиции атакующего защитника. Помимо этого выступает в женской национальной баскетбольной лиге за команду «Джелонг Юнайтед».
В составе национальной сборной США выиграла чемпионат Америки 2021 года в Сан-Хуане и чемпионат мира 2018 года среди девушек до 17 лет в Беларуси.

## Ранние годы
Хейли родилась 23 мая 2001 года в городе Санта-Круз (штат Калифорния) в семье Патрика и Моник Джонс, у неё есть старший брат, Кэмерон, и старшая двоюродная сестра, Делиша Милтон-Джонс, училась в соседнем городе Сан-Хосе в средней школе имени архиепископа Джона Джозефа Митти, в которой играла за местную баскетбольную команду.

## Профессиональная карьера
В 2023 году Хейли Джонс выставила свою кандидатуру на драфт ВНБА, на котором была выбрана в первом раунде под общим шестым номером клубом «Атланта Дрим». В дебютном сезоне «Дрим» заняли пятое место, а Джонс провела все 40 матчей, 6 из них в стартовом составе, набирая по 3,7 очка, 2,4 подбора и 2,3 передачи в среднем за игру, также реализуя 33,7 % бросков с игры, 21,4 % бросков из-за дуги и 75,6 % штрафных.
29 августа 2024 года Джонс подписала соглашение с командой ЖНБЛ «Джелонг Юнайтед» на сезон 2024/2025 годов. По его итогам «Юнайтед» заняли лишь седьмое место, а Хейли провела 21 матч, в каждом из них выходя в стартовом составе, набирая по 14,3 очков, 6,4 подбора и 3,1 передачи в среднем за игру, также реализуя 42,1 % бросков с игры, 20,8 % бросков из-за дуги и 59,4 % штрафных.